# Fonds régional d'art contemporain des Pays de la Loire
 (février 2018).
Si vous disposez d'ouvrages ou d'articles de référence ou si vous connaissez des sites web de qualité traitant du thème abordé ici, merci de compléter l'article en donnant les références utiles à sa vérifiabilité et en les liant à la section « Notes et références ».
 (avril 2021).
L'article doit être relu — et modifié si nécessaire — par des contributeurs indépendants pour apporter un regard critique aux contributions effectuées en violation des conditions d'utilisation de Wikipédia, tant sur la forme (notamment concernant le style encyclopédique, la proportionnalité) que sur le fond (la neutralité de point de vue, la qualité et l'indépendance des sources).
Le Fonds régional d'art contemporain (Frac) des Pays de la Loire est créé en 1982. Dès 1984, il accueille des artistes en résidence dans le cadre des Ateliers Internationaux. D'abord nomade, le Frac des Pays de la Loire se dote en 2000 d'un bâtiment situé à Carquefou (banlieue nord-est de Nantes). Il est ainsi le premier Frac dit nouvelle génération. 
En 2021, le Frac des Pays de la Loire devient multisite, avec l'inauguration d'un second lieu d'exposition au cœur du quartier de la création, sur l'île de Nantes. En 2025 et suite à des coupes budgétaires importantes, le site de Nantes est contraint de fermer.

## Historique
Le Frac des Pays de la Loire est créé à la suite de la circulaire du 3 septembre 1982. Cette circulaire du ministère de la Culture et de la Communication permet à chaque région de France de se doter d’un fonds régional d'art contemporain dans le cadre d’un partenariat entre la région et le ministère.
Le Frac occupe l'abbaye royale de Fontevraud jusqu'en 1987. Il prend ensuite place, de 1988 à 1994, à Clisson, dans la villa italienne du domaine de la Garenne-Lemot. En 1994, le Frac s'installe temporairement dans un ancien entrepôt à Nantes.
En 2000, le Frac bénéficie d'un nouveau bâtiment situé à Carquefou, à douze kilomètres du Nord-Est de Nantes. C'est la première fois qu'un édifice a été spécialement pensé afin de répondre aux multiples exigences d'un Frac. Il est ainsi le premier Frac dit nouvelle génération. Ce nouvel espace, à la fois lieu de gestion et de diffusion des œuvres d'art, a aussi permis de développer un pôle de référence pour la conservation et la restauration des œuvres d'art contemporain.
Entre 2007 et 2019, le Frac est invité successivement par la biennale Estuaire et le Voyage à Nantes à investir l'espace de la HAB Galerie [archive], sur l'île de Nantes. Le Frac y propose des cartes blanches à des artistes (Bruno Peinado, Joe Scanlan, Thomas Huber ou encore Josephine Meckseper) pour des expositions inédites de sa collection.
En mai 2021, le Frac ouvre son second lieu d'exposition dans une cellule du Hangar à bananes, situé à la pointe Ouest de l'Ile de Nantes.
De sa création à 1985, le Frac est dirigé par, le critique d'art et commissaire d'exposition, Jean de Loisy, auquel succède Guy Tortosa de 1986 à 1987. Jean-François Taddei est directeur de 1988 à 2004. Entre 2004 et 2022, la direction est assurée par Laurence Gateau. Depuis 2022, Claire Staebler dirige le Frac.

## Architecture
Après avoir occupé des locaux dans l’Abbaye Royale de Fontevraud où les premiers Ateliers Internationaux sont organisés dès 1984, le Frac est accueilli en 1988 dans la villa néo-classique de la Garenne Lemot. En 1994, le Frac s’installe temporairement à Nantes dans un ancien entrepôt aménagé et la Ville de Saint-Nazaire accueille dans le même temps les Ateliers d’été.
En 2000, le Frac déménage pour Carquefou, dans un bâtiment imaginé spécifiquement pour l'accueillir. Le bâtiment est construit dans la clairière du château de la Fleuriaye [archive] Pour cette réalisation, l'architecte Jean-Claude Pondevie s'inspire de la Fondation Chinati de Donald Judd à Marfa.
Le bâtiment, installé au cœur d'une clairière, se présente comme une sculpture minimaliste. Jean- Claude Pontevie reprend les 5 points de l'architecture moderne de Le Corbusier pour une construction sobre et à l'échelle humaine. Le bâtiment abrite au rez de chaussée, un espace d'accueil dont le mobilier d'accueil a été confié à Joep Van Lieshout dans le cadre du 1% artistique, une salle d'exposition de 418 m2, un centre de documentation riche de plus de 15 000 ouvrages spécialisés. des réserves au sous-sol de plus de 600 m2. À proximité, le Frac bénéficie d'espaces d'atelier dédiés aux artistes invités en résidence dans le cadre des Ateliers internationaux. Au sous-sol, 600 m2 hébergent les réserves et un espace de restauration pour les œuvres. Enfin, au premier étage se situe le centre administratif du Frac des Pays de la Loire. Le bâtiment est revêtu d'une peau en bois bakélisé, jouissant d'un contraste avec la prairie verte du site. De cette manière Jean-Claude Pondevie propose une architecture moderne, dont l'attention porte sur le contexte naturel dans lequel elle s'insère.
Le site nantais du Frac des Pays de la Loire est implanté au Hangar à bananes, au sein du quartier de la création où se mêlent restaurants, cafés, bars, discothèques et lieux d'exposition. L'immense façade de cette ancienne mûrisserie réhabilitée offre un cadrage spectaculaire sur la Loire depuis l'intérieur de l'exposition. Ainsi, environnement, œuvres et artistes dialoguent au sein ce nouvel espace de 480 m2.

## Collection
Constituée depuis 1983, la collection du Frac des Pays de la Loire se compose de plus de 2 000 œuvres, de plus de 600 artistes, dont plus de la moitié sont français. En 2023, si les femmes représentent  moins d’un tiers de ces artistes, elles sont désormais beaucoup plus nombreuses à faire leur entrée dans la collection. Ainsi le Frac dispose d'un corpus d’œuvres d'artistes performeuses telles que gina pane, VALIE EXPORT et ORLAN. Le célèbre dispositif : Le Baiser de l'artiste, utilisé par ORLAN lors d'une performance en 1977 au Grand Palais, fait partie de la collection du Frac.
La collection du Frac est prospective et met en avant la grande diversité de la création contemporaine à travers tous les médiums de l'art contemporain : la peinture, la photographie, la sculpture, le dessin, la vidéo, l'installation, etc. Au fil du temps, cette collection s'enrichit et s'oriente vers différents axes. Ainsi, la relation entre l'œuvre et le contexte (qu'il soit social, politique ou autres), le rapport entre l'artiste et la nature et l'intérêt que l'artiste porte au corps sont des thématiques et des problématiques qui intéressent le Frac.
La collection du Frac des Pays de la Loire s'est notamment enrichie grâce aux productions réalisées lors des Ateliers internationaux (résidences d'artistes invités dès 1984 sur le site du Frac). La collection du Frac est donc également liée à son territoire car un grand nombre d'œuvres a été réalisé lors de ces ateliers.
Ce patrimoine, dont les plus anciennes œuvres datent des années 1960, continue de s'accroitre par l'acquisition d’œuvres de jeunes artistes. Ainsi, le Frac soutient la jeune création comme il a pu le faire lors de l'achat d'œuvres produites dans le cadre des Ateliers Internationaux.
Les acquisitions de plusieurs œuvres de mêmes artistes ont permis de constituer d'importants corpus d'artistes tels que Fabrice Hyber, Raymond Hains, Pierrick Sorin, Yan Pei-Ming. Ainsi, la collection du Frac, réunie à la fois des artistes régionaux et internationaux. Elle est le reflet de la scène artistique contemporaine puisqu'elle regroupe, au total, plus de 80 nationalités différentes.
On peut également citer les sculptures d'Anish Kapoor acquises dès 1983.
Le fonds Emmanuel Pereire vient compléter cette collection.
La collection du Frac des Pays de la Loire est digne d'un musée, bien qu'ils se différencient à plusieurs égards. À la différence d'un musée, le Frac a à cœur d'acheter des œuvres du vivant de l'artiste et de soutenir la scène artistique actuelle. De plus, la collection du Frac est nomade et voyage à travers différents lieux et expositions afin de sensibiliser un plus large public. Le Frac travaille et élabore des projets d'expositions avec différents partenaires en région comme les communautés de communes, les établissements scolaires, de santé ou encore des médiathèques.
Le Frac des Pays de la Loire est le seul à compter, dans son équipe, une restauratrice permanente. Axe majeur du projet et des missions du pole collection, l'atelier de restauration permet la gestion de la collection au sein même du site de Carquefou.
La circulaire no 2002/006 du 28 février 2002 du Ministère de la Culture qui éclaircit les missions des Frac mais aussi qui précise le statut légal des collections des Frac, mentionne de même que les collections des Frac doivent être cohérentes et être choisies suivant la spécialité de chaque Frac.

## Ateliers internationaux
(février 2018).
Le programme des Ateliers Internationaux est un programme de résidence artistique propre au Frac des Pays de la Loire. Les Ateliers sont créés en 1984 à l’Abbaye de Fontevraud, une initiative de Jean de Loisy alors directeur du Frac des Pays de la Loire, et Mario Toran (1949-1990), le conseiller artistique à la Direction régionale des Affaires culturelles (DRAC) des Pays de la Loire. 
Les Ateliers Internationaux du Frac des Pays de la Loire sont pensés comme un laboratoire de recherches et de travail sur le territoire régional, en phase avec ses spécificités mais aussi une réelle ouverture sur le reste du monde. Des artistes locaux et internationaux portent ainsi un regard sur le territoire régional, s'inspirent de son histoire, de ses paysages fluviaux, maritimes, portuaires ou terrestres quand d'autres sont originaires ou se tournent vers des horizons plus lointains et invitent à repenser le rapport de l'homme à la nature et à son environnement.
Le Fonds régional d’art contemporain des Pays de la Loire enrichit sa collection en acquérant certaines œuvres produites dans le cadre de la résidence auprès des artistes participants, pour la plupart internationaux. La collection du Frac des Pays est constituée d’environ 10 % d’œuvres acquises à la suite de ces ateliers.
Après la résidence, un catalogue est édité par le Frac pour rendre compte du projet. Dès la première édition des Ateliers, la matrice , l’organisation, la programmation et le processus de déroulement des Ateliers est posé. Ce modèle est suivi tout au long des 34  éditions de cette résidence. 
Pour les premières éditions des Ateliers Internationaux, le directeur du Frac invite en moyenne 15 artistes à venir résider, pour une durée moyenne de 6 semaines, le temps d'un été, à l’Abbaye de Fontevraud. À la suite de cette résidence, une exposition collective des œuvres créées sur place par les artistes en résidence est organisée par le Frac à la fin de l’été. À Fontevraud, Jean de Loisy accompagne les deux premières éditions des Ateliers, remplacé par Guy Tortosa pour les troisième et quatrième éditions.
À partir de la deuxième édition des Ateliers, des partenariats avec divers centres d’arts et résidences artistiques de la région des Pays de la Loire sont mis en place, notamment avec le Musée de l'Abbaye Sainte-Croix aux Sables-d’Olonne et dans plusieurs départements de la Région des Pays de la Loire.
De 1988 à 1993, les Ateliers Internationaux se poursuivent à la Garenne Lemot à Clisson où le Frac établi ses locaux. Les artistes s’installent dans les ailes de la villa pendant que les espaces centraux sont réservées aux expositions. En 1989, pour la sixième édition des ateliers, les grâces de la Nature, le directeur du Frac propose pour la première fois aux artistes invités de travailler sur une thématique précise, celle de la relation de l’homme à la nature. Les œuvres sont alors exposées dans le parc paysagé qui entoure la villa néo-classique.
En 1994, le Frac déménage dans de anciens entrepôts de la ville de Nantes. À partir de 1995, Les Ateliers Internationaux sont accueillis quant à eux dans les locaux du Grand Café à Saint-Nazaire, et ce jusqu’en 1999. Pour la douzième édition des Ateliers Internationaux en 1996, le Frac sollicite pour la première fois un commissaire d’exposition, Pierre Leguillon, qui se charge de l’organisation, de l’invitation des artistes, de la programmation des ateliers et de l’exposition qui les suit. Ce mode opératoire des ateliers internationaux se répand dans l’histoire des ateliers, surtout depuis l’installation du Frac à Carquefou en 2000. Avec l’installation du Frac dans son nouveau bâtiment à Carquefou en 2000, la ville de met alors à sa disposition un ancien corps de ferme à proximité du Frac et des espaces d’ateliers de production qui facilitent la fabrication des œuvres des artistes participants.
Depuis 2008, le Frac fait appel à des commissaires d’expositions de toutes origines géographiques pour une mise en place commune, du programme des ateliers internationaux. 
Bien que les Ateliers Internationaux soient la plus ancienne résidence artistique en France encore active, ils ne sont cependant pas la première résidence d’art contemporain en France. En effet, en 1963, Pierre Chaigneau, alors directeur du Musée de l’Abbaye Sainte-Croix (MASC), organise la première résidence artistique en France. Le MASC continue ses résidences jusqu’en 1998. En parallèle, à la fin des années 1970, une autre résidence, probablement la plus connue dans ce domaine est née: celle de l’ARC (Animation, Recherche, Confrontation) au sein du Musée d’Art Moderne de la ville de Paris.
Ce qui différencie le modèle des Ateliers Internationaux du Frac des autres résidences de l’époque est le nombre d'artistes invités et la possibilité d’acquisition d’œuvres par le fonds à la suite de cette programmation. Quant à ce qui rend cette expérience unique pour les artistes, ce sont les rencontres qu’ils peuvent faire lors de ces ateliers, que ça soit avec d’autres artistes, des critiques, des galeristes ou encore des directeurs d’institutions. Ce programme présente alors pour ces artistes une ouverture sur le marché de l’art.

## Expositions
L'une des missions des Frac est la diffusion de l'art contemporain. Ainsi, le Frac des Pays de la Loire organise plusieurs expositions par an sur les sites de Carquefou et de Nantes, et dans des lieux multiples, parfois éloignés de la création contemporaine tels que des lieux patrimoniaux (l'abbatiale de Saint-Philbert-de-Grand-Lieu), des lycées, des maisons de quartier, des centres culturels, des centres pénitentiaires, des hôpitaux, des médiathèques, etc. L'objectif est d'aller à la rencontre du public afin de sensibiliser à la création contemporaine. Le Frac complète son programme d'expositions par des invitations à des artistes pour imaginer une exposition ou un projet d'atelier au contact direct du public. En 2017/2018, 2019/2020 et 2022/2023, le Frac des Pays de la Loire a tissé un partenariat avec le MuMo, Musée Mobile pour trois expositions itinérantes à la rencontre des publics scolaires, extrascolaires et des habitants sur tout le territoire régional. Le MuMo sillonne les routes de la région et abrite, le temps de la tournée, une exposition de la collection du Frac des Pays de la Loire.
Si le Frac des Pays de la Loire se distingue d'un musée, il organise cependant de grandes expositions thématiques ou autour d'un ou d'une artiste comme Gina Pane ou ORLAN. 
Au total, le Frac des Pays de la Loire organise 15 et 20 expositions par an.

## Directeurs
- Jean de Loisy: 1982 - 1985
- Guy Tortosa: 1986 - 1987[19]
- Jean-François Taddei: 1988 - 2004[20]
- Laurence Gateau: 2005 - 2022
- Claire Staebler: 2022[21]

## Publications
Dans le cadre de sa mission de soutien à l'art contemporain, le Frac des Pays de la Loire publie chaque année des éditions : catalogues d'expositions, monographies ou livres d'artistes. Tous les dix ans, le Frac publie un catalogue raisonné qui retrace la politique d'acquisition menée sur une décennie.